# Dziubiele
Dziubiele (niem. Dziubiellen, 1904–1945 Zollerndorf) – wieś mazurska w Polsce położona w województwie warmińsko-mazurskim, w powiecie piskim, w gminie Orzysz. W latach 1975–1998 miejscowość administracyjnie należała do województwa suwalskiego.
Wieś położona na północnym brzegu jeziora Śniardwy, 15 km na wschód od Orzysza. Około 1,5 km na północ od wsi wznosi się góra Dąbrowa (157 m n.p.m.). We wsi znajduje się stanica wędkarska.

## Nazwa
W dokumentach krzyżackich Dzienbiellen, Dsziebellen, Ziebielovenn, Ziebielenn.

Na mapie Districtus Reinensis (1663) Józefa Naronowicza-Narońskiego – Dziubele.

Później Dzinbiellen, Dziubiellen.

16 lipca 1938 ówczesne niemieckie władze Prus Wschodnich dokonały zmiany historycznej nazwy Dziubiellen na Zollerndorf.

Rozporządzeniem Ministrów: Administracji Publicznej i Ziem Odzyskanych z dnia 1 lipca 1947 r. nadano miejscowości obowiązującą nazwę Dziubiele.

## Historia
Wieś Dziubiele powstała w 1542 roku, kiedy karczmarz Wicek (Wietzoff) kupił 5 łanów jako sołectwo wsi czynszowej na prawie chełmińskim na 50 łanach położonych nad jeziorem Śniardwy. Mieszkańcy otrzymali 10 lat wolnizny, ale po 5 latach odrabiali ręczny szarwark i płacili połowę dziesięciny. Z czasem szarwark zamieniono na Freygeld pozostawiając jednak obowiązek robienia sianokosów w puszczy i zwożenia siana na zamek ryński. Spis z 1564 roku potwierdza wieś Dziubiele na 55 łanach i dwie karczmy. Jednym z wolnych był Marcin Pole, najpewniej pochodzenia polskiego. Spis z 1599 roku pokazuje, że Dziubiele zmniejszyły się o ponad 5 łanów. Dziubiele należały do parafii w Okartowie, administracyjnie podlegały rewirowi w Dąbrówce.
 
W październiku 1656 Tatarzy uprowadzili w jasyr 8 mieszkańców wsi, w tym 4 kobiety.
 
Dżuma z 1710 roku ominęła Dziubiele. W 1737 roku założono szkołę.
 
Według danych opublikowanych w 1821 roku w Dziubielach mieszkało 181 osób.
W 1857 roku wieś liczyła 440 mieszkańców, nauczycielem był Jesgart. W 1864 roku Dziubiele liczyły 470 mieszkańców, a w 1867 – 513.

W 1933 roku Dziubiele liczyły 442 mieszkańców. W 1935 roku w miejscowej szkole dwóch nauczycieli uczyło 74 uczniów. Według spisu powszechnego z maja 1939 roku we wsi mieszkały 232 osoby.

## Zabytki
Zabytki ujęte w gminnej ewidencji zabytków:
- Budynek dawnej szkoły zbudowany w latach 20. XX wieku[13].
- Dom murowany zbudowany w latach 1915-1925[14].
- Dawny cmentarz ewangelicki, założony w połowie XIX wieku[15].
- Drugi dawny cmentarz[16].

Najstarszy zachowany nagrobek z datą 1942.
Zespół dworsko-folwarczny, w skład którego wchodzą:
- Pozostałości bramy z przełomu XIX i XX wieku[17].
- Dom murowany (czworak) zbudowany na przełomie XIX i XX wieku[18].
- Budynek gospodarczy zbudowany na przełomie XIX i XX wieku[19].
- Stajnia zbudowana na przełomie XIX i XX wieku[20].
- Stodoła zbudowana na przełomie XIX i XX wieku[21].

## Turystyka
Przez Dziubiele przebiega szlak rowerowy  wokół jeziora Śniardwy.
 
W okolicy wsi stromy, wysoki brzeg Śniardw (od 5 do 20 metrów), a z niego widok na jezioro.